# Gelbkreuz
Gelbkreuzgranaten, auch Gelbkreuzkampfstoff oder Gelbkreuz, sind Hautkampfstoff tragende Granaten, die im Ersten Weltkrieg verwendet wurden, um Giftgas über weitere Entfernungen zielsicher zum Einsatz zu bringen. Die Bezeichnung stammt daher, dass die Granaten während des Ersten Weltkrieges mit Kreuzen oder Ringen in gelber Farbe gekennzeichnet waren.
Für Gelbkreuzgranaten wurden S-Lost und N-Lost verwendet; ersteres ist auch unter dem Namen Senfgas bekannt. Loste sind in reiner Form bei Raumtemperatur Flüssigkeiten. Die Bezeichnung als Gas trifft also nur bedingt zu.
Der erste kriegerische Einsatz von Gelbkreuz erfolgte im Gaskrieg während des Ersten Weltkrieges in der Nacht vom 12. Juli 1917 bei einem Angriff der deutschen auf die britischen Truppen in der Nähe von Ypern. Von diesem Angriff leitet sich auch der Name Yperit für Senfgas ab.